# Ronde van Frankrijk 1914
| Route van de Ronde van Frankrijk 1914. |                     |               |
| Eindklassement                         |                     |               |
| Alg. klassement                        | Philippe Thys       | 200h 28' 48"  |
| Tweede                                 | Henri Pélissier     | + 1' 50"      |
| Derde                                  | Jean Alavoine       | + 36' 53"     |
| Vierde                                 | Jean Rossius        | + 1h 57' 05"  |
| Vijfde                                 | Gustave Garrigou    | + 3h 00' 21"  |
| Zesde                                  | Émile Georget       | + 3h 20' 59"  |
| Zevende                                | Alfons Spiessens    | + 3h 53' 55"  |
| Achtste                                | Firmin Lambot       | + 5h 08' 54"  |
| Negende                                | François Faber      | + 6h 15' 53"  |
| Tiende                                 | Louis Heusghem      | + 7h 49' 02"  |
| Rode Lantaarn                          | Henri Leclerq (54e) | + 99h 04' 45" |
| Ploegenklassement                      | Peugeot             | -             |
| Tweede                                 | ?                   | -             |
| Derde                                  | ?                   | -             |

De 12e editie van de Ronde van Frankrijk ging van start op 28 juni 1914 in Parijs, alwaar de ronde op 26 juli ook eindigde. Er stonden 145 renners aan de start, waarvan er 54 de finish in Parijs haalden.
- Aantal ritten: 15
- Totale afstand: 5405 km
- Gemiddelde snelheid: 27.028 km/h
- Aantal deelnemers: 145
- Aantal uitvallers: 91

## Favorieten
Deze Tour startte met een recordaantal favorieten. De winnaar van de Tour 1913, de Belg Philippe Thys, was nu ook de grootste kandidaat voor de eindoverwinning, samen met de Fransman en ploeggenoot Henri Pélissier. Er waren nog zes andere favorieten in de race die alle de Tour al eens eerder hadden gewonnen: Louis Trousselier, Lucien Petit-Breton, Octave Lapize, François Faber, Gustave Garrigou en Odile Defraye. Verder waren er nog vier andere renners bij de favorieten konden worden gerekend en die in toekomstige rondes de eindoverwinning zouden opeisen. Dit waren Firmin Lambot, Léon Scieur, Eugène Christophe en Lucien Buysse. In dit rijtje van 11 mogelijke winnaars kon men ook de Italiaanse kampioen Costante Girardengo mee tellen als outsider, maar, naar later bleek, zou deze beroemde Italiaanse renner zich pas in 1919 aandienen als een groot ronderenner. Bovendien was hij in deze Tour niet als kopman van zijn ploeg aangesteld.

## Nieuwigheden
De belangrijkste vernieuwing was de introductie van frame nummers op de fietsen.
De renners gebruikten, voornamelijk bij de afdalingen van de cols, fluitjes om toeschouwers en andere weggebruikers te kunnen waarschuwen dat ze in aantocht waren.
Voor het eerst waren er renners van buiten Europa (en Afrika) aan de start, afkomstig uit Australië. Don Kirkham en Ivan Munro reden deze Tour uit en behaalden een 17e en 20e plaats in het eindklassement.

## Wedstrijdverloop
Philip Thys beheerste de gehele Tour ondanks dat hij alléén de eerste etappe met een etappeoverwinning kon afsluiten. Daar stond echter tegenover dat hij elke dag bij de top vijf eindigde. In die eerste etappe eindigde hij als tweede achter zijn landgenoot Jean Rossius, maar in de tweede etappe waren de rollen omgekeerd, Rossius won vóór Thys in dezelfde tijd. Beide renners waren na de tweede en tot en met de vijfde etappe benoemd tot klassementsleider met Henri Pélissier op de derde plaats op 5'27.
In de zesde etappe bereikten de renners de Pyreneeën. Deze etappe werd gewonnen door de Belg Firmin Lambot met Thys op zeven minuten achterstand als tweede. Pélissier verloor 30 minuten op de winnaar en Rossius meer dan een uur. Thys was na deze etappe afgetekend leider in het klassement. In deze etappe kwam de Italiaan Girardengo zwaar ten val en moest opgeven en werd de Tunesiër Ali Neffati door een auto van de tourorganisatie aangereden en moest eveneens de strijd staken. In de negende etappe werd de vroegere tourwinnaar François Faber beboet met 90 minuten omdat hij geduwd werd en drank had aangenomen van een motorrijder.
In deze Tour was het erbarmelijk heet en in de achtste etappe hadden de renners onder die omstandigheden geen zin om hard te rijden en legden traject in een slakkengangetje af. Tourdirecteur Henri Desgrange legde de race stop en organiseerde ter plekke een sprinttoernooi met halve finales en finale. De Fransman Octave Lapize werd winnaar.
In de overige etappes zette Pélissier, nota bene een ploeggenoot van Thys, alles in het werk om tijd terug te winnen, maar slaagde daar nauwelijks in. Na de dertiende etappe stond hij nog steeds op meer dan een half uur achterstand.
In de veertiende etappe naar Duinkerke sloeg het noodlot voor Thys tot toen een wiel van zijn fiets brak. Ondanks dat het, in tegenstelling met de voorgaande Tour, was toegestaan om hulp in te roepen voor het repareren van de fiets, besloot Thys het risico van een tijdstraf te nemen en een nieuw wiel te kopen bij een fietsenwinkel in de buurt, waardoor hij van het parcours moest afwijken. Dit kostte hem 30 minuten straf waardoor hij nog slechts 1.50 min. voorsprong had op Pélissier. Pélissier ging tot het uiterste om deze tijd te overbruggen, maar Thys bleef voortdurend aan zijn wiel hangen en wist deze voorsprong tot in Parijs vast te houden. Wel probeerde Pélissier te claimen dat hij werd gehinderd door toeschouwers waardoor hij niet kon weggeraken van Thys, maar zijn protest werd afgewezen.
De ploeg Peugeot van Thys en Pélissier domineerde de Tour door 11 van de 15 etappes te winnen en de eerste drie plaatsen in het eindklassement te bezetten.

## Belgische en Nederlandse prestaties
In totaal namen er 35 Belgen en 0 Nederlanders deel aan de Tour van 1914.

### Belgische etappezeges
- Philippe Thys won de 1e etappe van Parijs naar Le Havre.
- Jean Rossius won de 2e etappe van Le Havre naar Cherbourg en de 9e etappe van Marseille naar Nice.
- Firmin Lambot won de 6e etappe van Bayonne naar Luchon.

### Nederlandse etappezeges
- In 1914 was er geen Nederlandse etappezege.

## Etappes
| Etappe | Start - Finish        | km     | Etappewinnaar    | Leider Klassement             |
| ------ | --------------------- | ------ | ---------------- | ----------------------------- |
| 1e     | Parijs - Le Havre     | 388 km | Philippe Thys    | Philippe Thys                 |
| 2e     | Le Havre - Cherbourg  | 364 km | Jean Rossius     | Philippe Thys en Jean Rossius |
| 3e     | Cherbourg - Brest     | 405 km | Emile Engel      | Philippe Thys en Jean Rossius |
| 4e     | Brest - La Rochelle   | 470 km | Oscar Egg        | Philippe Thys en Jean Rossius |
| 5e     | La Rochelle - Bayonne | 379 km | Oscar Egg        | Philippe Thys en Jean Rossius |
| 6e     | Bayonne - Luchon      | 326 km | Firmin Lambot    | Philippe Thys                 |
| 7e     | Luchon - Perpignan    | 323 km | Jean Alavoine    | Philippe Thys                 |
| 8e     | Perpignan - Marseille | 370 km | Octave Lapize    | Philippe Thys                 |
| 9e     | Marseille - Nice      | 338 km | Jean Rossius     | Philippe Thys                 |
| 10e    | Nice - Grenoble       | 333 km | Henri Pélissier  | Philippe Thys                 |
| 11e    | Grenoble - Genève     | 325 km | Gustave Garrigou | Philippe Thys                 |
| 12e    | Genève - Belfort      | 335 km | Henri Pélissier  | Philippe Thys                 |
| 13e    | Belfort - Longwy      | 325 km | François Faber   | Philippe Thys                 |
| 14e    | Longwy - Duinkerke    | 390 km | François Faber   | Philippe Thys                 |
| 15e    | Duinkerke - Parijs    | 340 km | Henri Pélissier  | Philippe Thys                 |

## Trivia
- Op de dag van de Tourstart werd de Oostenrijkse Aartshertog Franz Ferdinand vermoord in Sarajevo hetgeen de aanleiding was voor het uitbreken van de Eerste Wereldoorlog. Op 3 augustus 1914 verklaarde Duitsland de oorlog aan Frankrijk en viel België binnen nadat dit doorgang naar Frankrijk weigerde voor het Duitse leger. Voor de Ronde van Frankrijk betekende dit dat in de jaren 1915 tot 1918 geen Tour kon worden georganiseerd.
- De oorlog eiste de levens op van drie voormalige Tourwinnaars: Lucien Petit-Breton (1907 en 1908), François Faber (1909) en Octave Lapize (1910).

 winnaars gele trui · 
 puntenklassement · 
 bergklassement · 
 jongerenklassement · 
 tussensprintklassement · 
 combinatieklassement · 
 ploegenklassement · 
 strijdlust · 
rode lantaarn
records · meeste deelnames · ranglijst etappewinnaars · bekende beklimmingen · valpartijen · dopinggevallen · Grand Départ · Souvenir Henri Desgrange
1903 · 
1904 · 
1905 · 
1906 · 
1907 · 
1908 · 
1909 · 
1910 · 
1911 · 
1912 · 
1913 · 
1914 ·
1915 ·
1916 ·
1917 ·
1918 · 
1919 · 
1920 · 
1921 · 
1922 · 
1923 · 
1924 · 
1925 · 
1926 · 
1927 · 
1928 · 
1929 · 
1930 · 
1931 · 
1932 · 
1933 · 
1934 · 
1935 · 
1936 · 
1937 · 
1938 · 
1939 · 
1940 ·
1941 ·
1942 ·
1943 ·
1944 ·
1945 ·
1946 ·
1947 · 
1948 · 
1949 · 
1950 · 
1951 · 
1952 · 
1953 · 
1954 · 
1955 · 
1956 · 
1957 · 
1958 · 
1959 · 
1960 · 
1961 · 
1962 · 
1963 · 
1964 · 
1965 · 
1966 · 
1967 · 
1968 · 
1969 · 
1970 · 
1971 · 
1972 · 
1973 · 
1974 · 
1975 · 
1976 · 
1977 · 
1978 · 
1979 · 
1980 · 
1981 · 
1982 · 
1983 · 
1984 · 
1985 · 
1986 · 
1987 · 
1988 · 
1989 · 
1990 · 
1991 · 
1992 · 
1993 · 
1994 · 
1995 · 
1996 · 
1997 · 
1998 · 
1999 · 
2000 · 
2001 · 
2002 · 
2003 · 
2004 · 
2005 · 
2006 · 
2007 · 
2008 · 
2009 · 
2010 · 
2011 · 
2012 · 
2013 · 
2014 · 
2015 · 
2016 · 
2017 · 
2018 · 
2019 ·
2020 · 
2021 · 
2022 · 
2023 · 
2024 · 
2025